# Circus pygargus
El aguilucho cenizo (Circus pygargus) es una especie de ave falconiforme de la familia Accipitridae que habita en el norte de la Región Paleártica e inverna en África y la India. No se conocen subespecies.

## Descripción
Mide entre 40 y 45 cm de longitud, y entre 97 y 115 de envergadura. La hembra es notablemente más pesada que el macho (270-470 gr frente a los 235-310 gr del macho), aunque su tamaño no presenta grandes diferencias.

### Plumaje
El aguilucho cenizo presenta un fuerte dimorfismo sexual, como se describe a continuación.

#### Macho
El macho tiene partes superiores (nuca, espalda y dorso de las alas) de color gris. Las partes inferiores blancas, con pecho y garganta blancas.

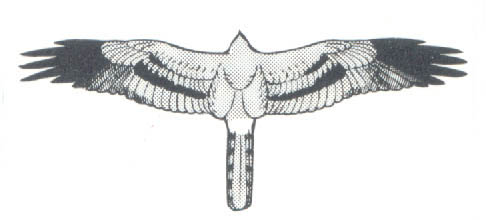
Macho de Aguilucho Cenizo.

Las plumas primarias son negras, y las secundarias muestran una banda negra en la parte superior del ala, y dos bandas negras en la parte inferior.
La cola es de color gris claro, con unas barras algo más oscuras, no muy marcadas.
Llamativos ojos amarillos y pico negro, con la cera amarilla. Las patas son también amarillas.
Puede ser complicada su diferenciación del macho de aguilucho pálido (Circus cyaneus), pero este no presenta las franjas alares negras características del cenizo.

#### Hembra

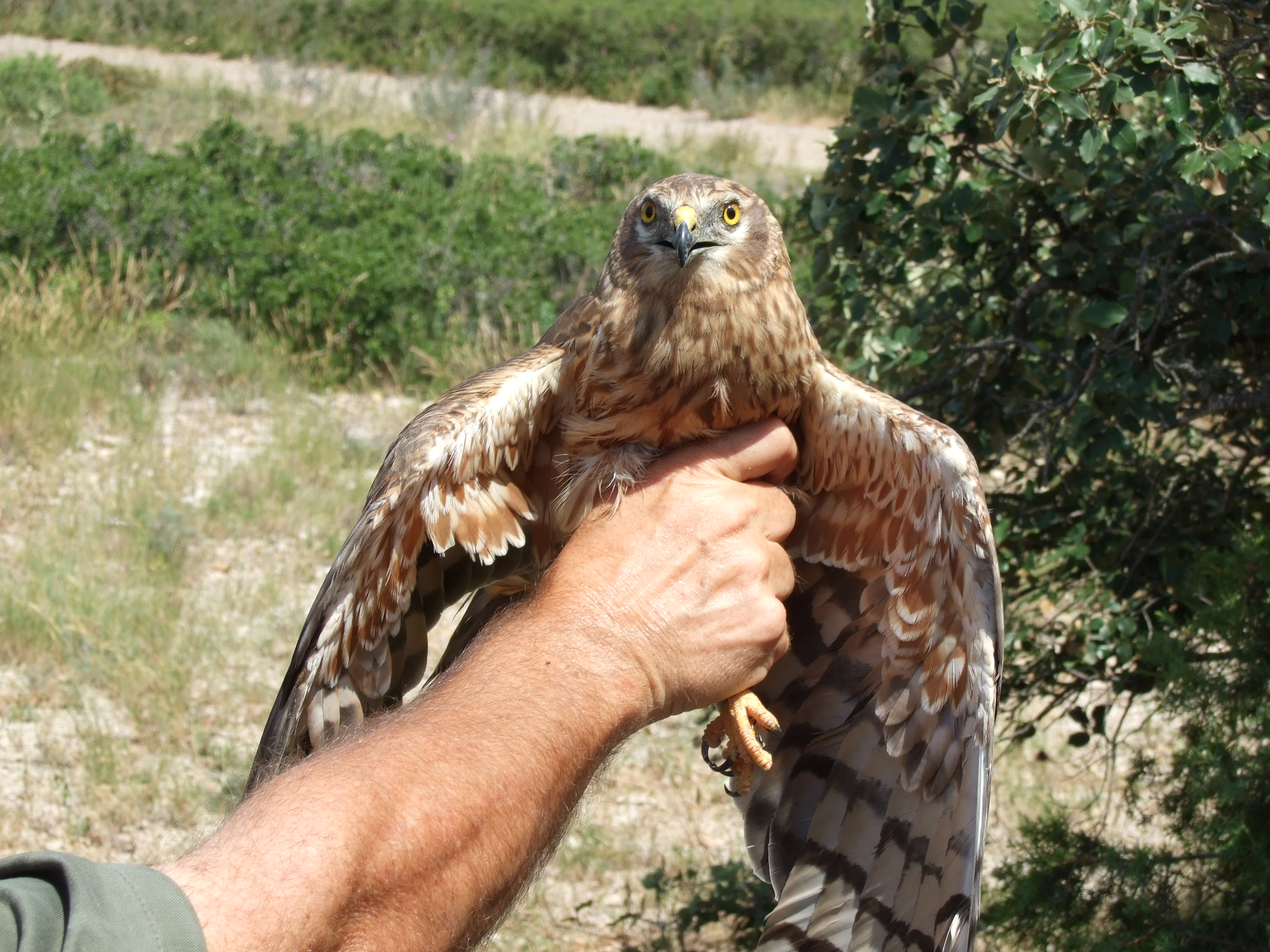
Hembra de aguilucho cenizo

La hembra presenta partes superiores (cabeza y nuca) marrón rojizo, con frecuentes manchas blancas. Ojos marrones, y, al igual que el macho, pico negro, y cera y patas amarillos.
Su diferenciación de la hembra del aguilucho pálido (Circus cyaneus) es aún más complicada que en los machos. La única diferencia visible con el ave en libertad es que la hembra del aguilucho pálido presenta una mayor extensión de color blanco en la zona del obispillo.

#### Inmaduros
Los ejemplares inmaduros son muy parecidos a la hembra adulta, aunque frecuentemente tienen un color marrón más oscuro. El cambio de plumaje al adulto se realiza a los dos años en los machos (con un plumaje intermedio mezclando el gris de adulto con el marrón del inmaduro), y algo más tarde en las hembras.

#### Forma melánica
A diferencia del resto de especies de aguilucho, existe una forma melánica relativamente frecuente (más común en el noroeste de la península ibérica). El macho es negro o marrón muy oscuro, con una zona blanca en la base de las primarias. La hembra es color chocolate oscuro, con franjas en la cola y la base de las primarias grises.

### Voz
Al igual que sucede con el plumaje, la voz del aguilucho cenizo es difícil de diferenciar de la del pálido. Aunque silencioso durante las migraciones, se vuelve muy ruidoso a la hora de ocupar un territorio para anidar. Cuando está cerca del nido se intensifica esta actitud, alarmándose con mucha facilidad.

## Etología

### Alimentación
La alimentación del aguilucho cenizo consta de micromamíferos, grandes insectos, pequeños anfibios y reptiles, y aves de pequeño tamaño.
Su método de caza es un vuelo a baja altura y velocidad uniforme sobre los campos. Cuando es posible, a menudo recorre los márgenes de los campos de cultivo y otras zonas de vegetación baja, deteniéndose frecuentemente a otear el suelo para atrapar por sorpresa a sus presas.

### Vuelo
Aunque es frecuente que se pose en el suelo, en pequeñas elevaciones del terreno o en postes de cercados, se caracteriza por pasar gran parte del día volando en busca de presas.
Su vuelo es particularmente grácil, con una batida poderosa y elegante.

### Celo y cortejo
El aguilucho cenizo suele entrar en celo por primera vez a los dos o tres años, aunque ocasionalmente una hembra puede intentar emparejarse con sólo un año de edad. Una vez que se han establecido, es habitual que mantengan la misma pareja cada año.
La parada nupcial es muy espectacular, tanto más cuando es frecuente que en un territorio no demasiado extenso se encuentren varias parejas, que suelen efectuar el cortejo simultáneamente, aunque sin estorbarse entre ellas.
El macho y la hembra vuelan a gran altura. En un momento dado el macho se lanza en picado emitiendo un grito corto y ronco, realizando una serie de giros cerca del suelo para recuperar altura más tarde. La hembra le sigue en su descenso, contestando al grito del macho con una especie de relincho.
Otra cabriola que realizan durante el cortejo es el llamado “simulacro de testigo”: el macho se lanza sobre la hembra, que gira sobre sí misma enseñando las garras y emitiendo un silbido, aunque no llegan a tocarse.

### Nido y huevo

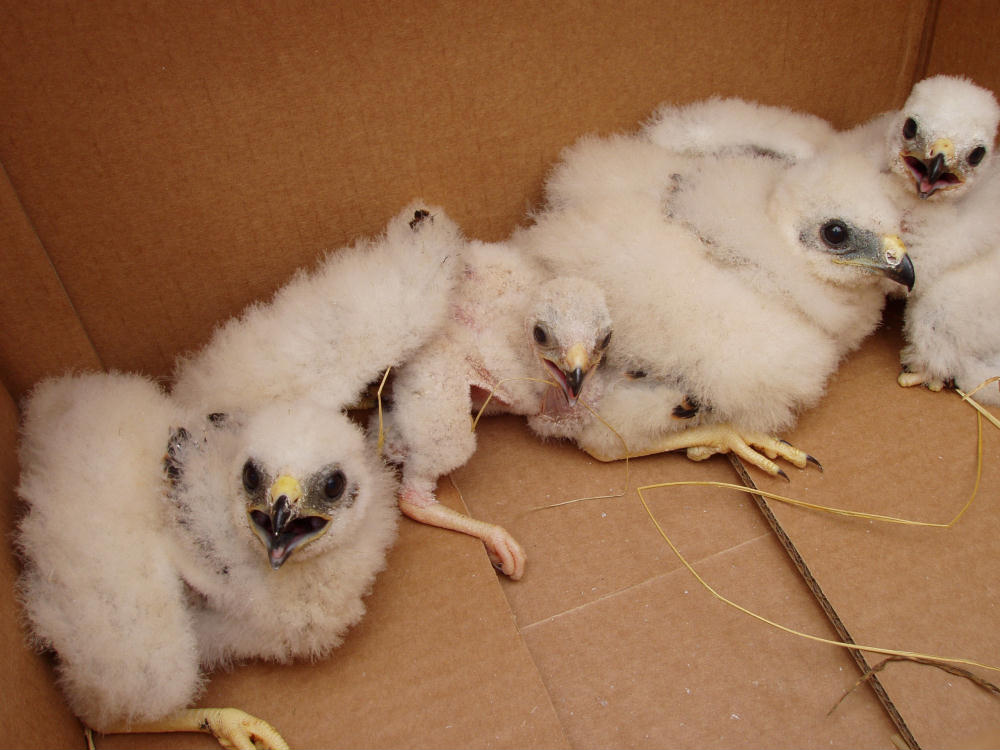
Pollos de aguilucho cenizo en cautividad

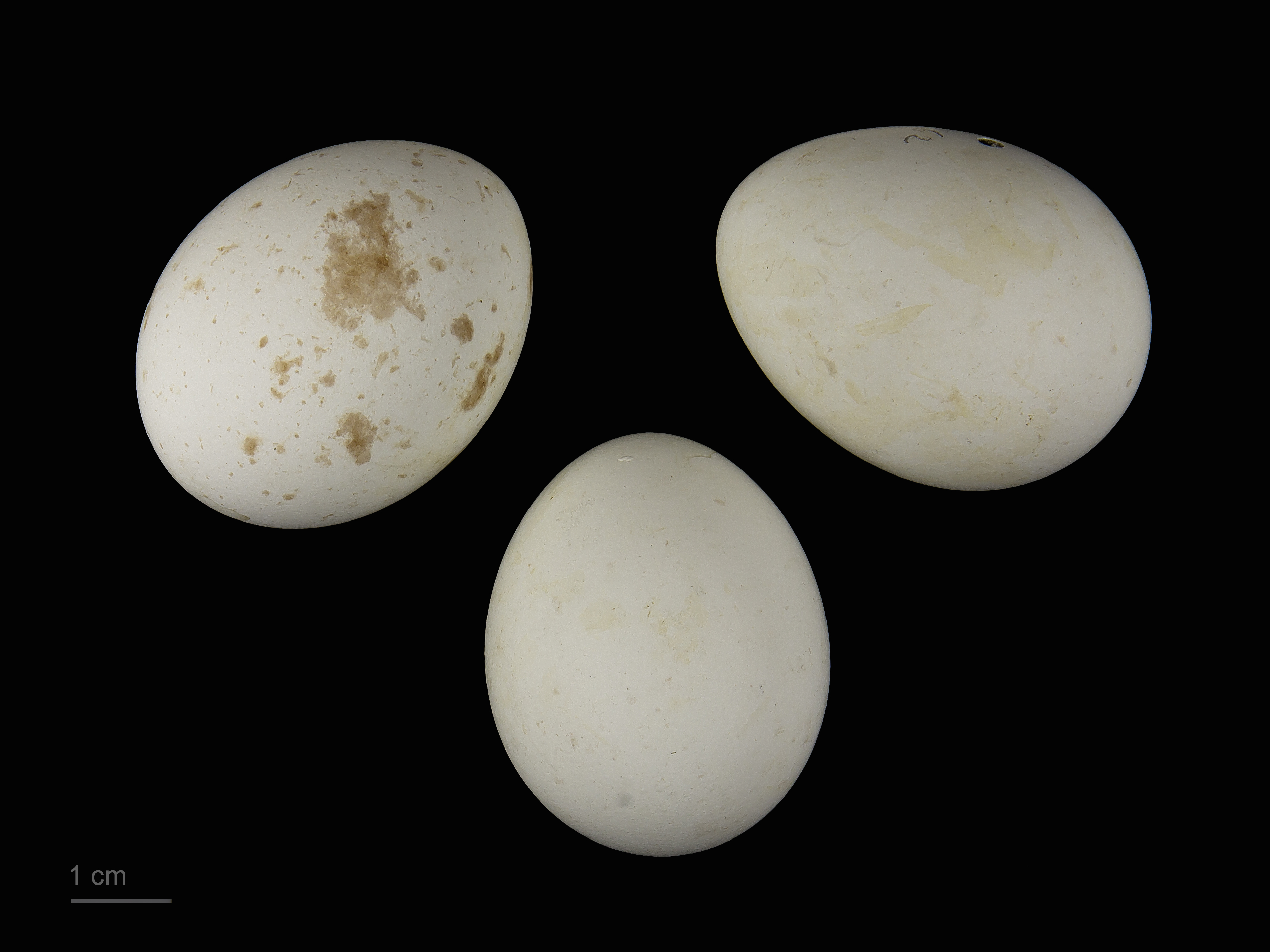
Circus pygargus - MHNT

El nido se construye siempre en el suelo, en espacios abiertos, con hierba seca y tallos de cereal. El trabajo de construcción del nido, que se construye nuevo cada año, recae casi exclusivamente en la hembra, aunque el macho suele hacer frecuentes aportes de material.
Las puestas se realizan a finales de abril o principios de mayo, y varían entre dos y cinco huevos, siendo de tres las más frecuentes. El huevo es azul muy pálido, casi blanco, de unos 32x41mm.
La incubación es tarea exclusiva de la hembra y durante esta época el macho se encarga del aporte de alimento. Esto se produce cinco o seis veces al día durante la incubación y de siete a diez veces una vez que los pollos han salido del huevo.
Como es habitual en los aguiluchos, el macho pasa la presa a la hembra en el aire. Ésta sale al encuentro del macho cuando lo ve acercarse al nido. Se sitúa debajo de él, que arroja la presa para que la hembra la recoja al vuelo.
El período de incubación dura aproximadamente treinta días. A los cuarenta días de la eclosión, los pollos ya son capaces de volar. Sin embargo, la hembra permanecerá cerca de los pollos hasta que llegue el momento de la migración.

## Hábitat y distribución

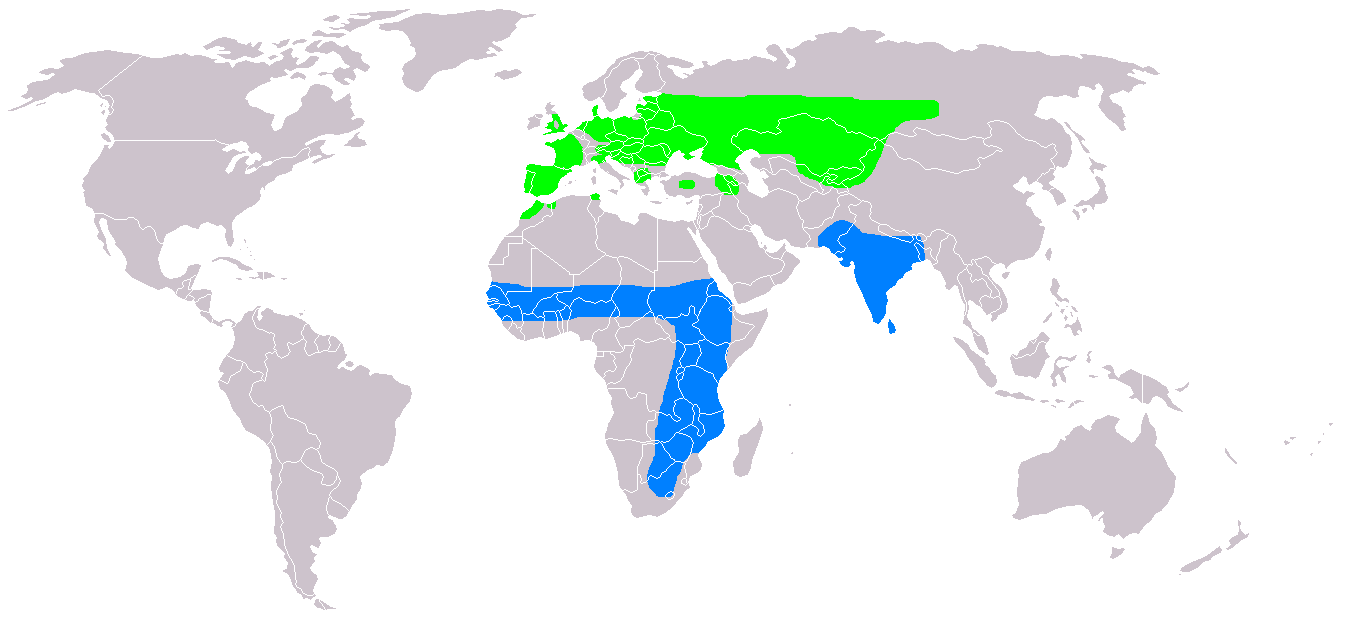
Distribución del aguilucho cenizo.
Verde: Área de nidificación. Azul: Área de invernada.

El hábitat del aguilucho cenizo incluye todo tipo de espacios abiertos, desde marismas y pantanos hasta grandes claros de bosques. Sin embargo, en la península Ibérica suele preferir las extensas plantaciones de cereal, donde anidan en el suelo.
Se le ha visto anidar hasta los 1500 m s. n. m., pero por lo general es raro que lo haga a más de 1200 m s. n. m.
Esta especie se encuentra en prácticamente todo el Paleártico occidental. En casi todos los países europeos es posible hallar al menos una pequeña población, excepto en Noruega, donde está ausente. El área de cría se extiende desde los Urales hasta Portugal. También anida en el norte de África, especialmente en Marruecos. En las islas británicas únicamente se encuentra en el sur de Inglaterra. En España anida prácticamente en todo el país, aunque es escasa en el sudeste, y muy rara en la vertiente atlántica de la cordillera cantábrica.
A pesar de esta amplia distribución, es un ave no demasiado común. Únicamente tiene grandes poblaciones en Francia, España, Rusia, Bielorrusia y Polonia.
Es un ave migratoria, que llega a sus lugares de cría desde finales de marzo y durante todo el mes de abril. Antes de las migraciones se concentran en grandes grupos, formando bandos separados los machos, las hembras y los ejemplares inmaduros.
La migración a las zonas de invernada suele comenzar en agosto, y termina a mediados de octubre. Los individuos que anidan en Europa suelen pasar el invierno en el África subsahariana. Normalmente no suelen ir más allá del golfo de Guinea, aunque algunos individuos pueden llegar hasta Sudáfrica. Los individuos asiáticos suelen migrar hacia el subcontinente indio.

## Población
La población mundial está estimada en unos ciento cincuenta mil a doscientos mil individuos (Birdlife, 2004). En España se calculan unas cuatro mil a cinco mil parejas.
Desde principios del siglo XX hasta los años 40, la población europea presentó un importante incremento tanto en población como en zonas de anidamiento (en Dinamarca anidaron por primera vez en la primera década del siglo XX). Esto se debió a la gran persecución que las grandes aves de presa sufrieron a manos del ser humano, lo que eliminó gran parte de la competencia del aguilucho cenizo.
Sin embargo, a partir de 1940 esta situación se invirtió, debido a varios factores negativos. Primero, el uso masivo de pesticidas como el DDT afectó enormemente a las poblaciones de aguiluchos, tanto por envenenamiento directo como por la rarificación de sus presas, especialmente los grandes insectos.
Por otra parte, la evolución de las prácticas agrícolas, especialmente la agricultura intensiva, se mostró como otra gran amenaza. Los cortos plazos de crecimiento del cereal hacen que sea frecuente que se coseche un campo antes de que acabe el crecimiento de los pollos, con la consecuente destrucción del nido y sus ocupantes.